# Miss Israele 2008
La cinquantanovesima edizione di Miss Israele si è svolta al centro congressi di Haifa il 13 marzo 2008. La serata finale è stata trasmessa in diretta televisiva su Channel 2 ed è stata presentata da Guy Zu-Eretz e dalla modella Galit Gutman. La vincitrice del concorso è stata la ventiduenne Tamar Ziskind che ha acquisito il diritto di rappresentare la nazione a Miss Universo 2008.

## Risultati

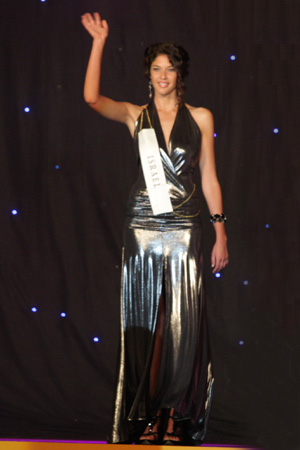
Tamar Ziskind, vincitrice dell'edizione 2008

| Risultato finale  | Concorrente                                                   |
| ----------------- | ------------------------------------------------------------- |
| Miss Israele 2008 | - Tamar Ziskind                                               |
| 2ª classificata   | - Shunit Faragi                                               |
| 3ª classificata   | - N'oa Avrahami                                               |
| 4ª classificata   | - Linn Mor                                                    |
| Top 6             | - Mali Roderick - Paulina Miro                                |
| Top 10            | - Jenny Tokarev - Michal Yudkin - Daniela Vasilev - Tal Nofar |

## Partecipanti
- Shunit Farag
- No'a Avrahami
- Natalie Valsky
- Jenny Tokarev
- Galit Amara
- Inbal Lehavi
- Linn Mor
- Michal Yudkin
- Polina Miro
- Polina Kharitonsky
- Mor Biton
- Moran Micha'el
- Yarden Ben-Hayim
- Oriya Landa
- Inga Bendelk
- Karin Cohen
- Rotem Zrihen
- Tamar Ziskind
- Alex Mefyodov
- Mali Rodrik